# Georgina Hagen
Georgina Hagen (Londra, 21 giugno 1991) è un'attrice inglese, conosciuta soprattutto per aver interpretato il ruolo di Lauren in Britannia High. È inoltre comparsa anche in The Story of Tracy Beaker nel ruolo di Rebecca nel 2005.
Da bambina, Georgina Hagen ha recitato in numerosi musical west end, fra cui Chitty Chitty Bang Bang al London Palladium e Starlight Express - The 3rd Dimension dove ha prestato la voce a Control dal 2004 al 2008. 
Nella stagione 2009/2010 ha partecipato al musical We Will Rock You.